# Лайонел Беррімор
Лайонел Беррімор (англ. Lionel Barrymore, справжнє ім'я — Lionel Herbert Blythe, нар. 28 квітня 1878 — пом. 15 листопада 1954) — американський актор, представник клану Берріморів.

## Життєпис
Бродвейський актор Моріс Беррімор (помер від сіфілісу у 1905 р.) — його батько, Етель Беррімор — сестра, Джон Беррімор — його молодший брат, Дрю Беррімор — внучата племінниця. Похований на цвинтарі Голгофа у Лос-Анджелесі.

## Вибрана фільмографія
1. 1913: Панночка та мишка / The Lady and the Mouse — батько молодої жінки
2. 1923: Вороги жінок / Enemies of Women — принц Майкл Любімов
3. 1925: Розкішна дорога / The Splendid Road — Ден Чехоліс
4. 1925: Бен-Гур: історія Христа / Ben-Hur: A Tale of the Christ — глядач гонки на колісницях
5. 1926: Бар'єр / The Barrier — Старк Беннетт
6. 1926: Спокусниця / The Temptress — Кантерак
7. 1927: Шоу / The Show — грек
8. 1928: Седі Томпсон / Sadie Thompson — Альфред Девідсон
9. 1928: Захід Занзібару / West of Zanzibar — містер Крен
10. 1929: Таємничий острів / The Mysterious Island — граф Андре Даккар, вчений-винахідник
11. 1929: Голлівудське рев'ю 1929 року / The Hollywood Revue of 1929 — режисер «Ромео і Джульєти»
12. 1930: Вільний та безтурботний / Free and Easy — режисер
13. 1931: Вільна душа / A Free Soul — Стівен Еш
14. 1931: Мата Харі / Mata Hari — Генерал Серж Шубін
15. 1932: Гранд-готель / Grand Hotel — Отто Крингеляйн
16. 1932: Распутін та імператриця / Rasputin and the Empress — Григорій Распутін
17. 1933: Забігаючи наперед / Looking Forward — Тім Бентон
18. 1933: Обід о восьмій / Dinner at Eight — Олівер Джродан
19. 1933: Крістофер Бін / Christopher Bean — доктор Мілтон Гаґґетт
20. 1934: Дівчина з Міссурі / The Girl from Missouri — Томас Ренделл Пейдж
21. 1934: Острів скарбів / Treasure Island — Біллі Бонс
22. 1935: Девід Коперфілд / The Personal History, Adventures, Experience, & Observation of David Copperfield the Younger — Ден Пегготті
23. 1935: О, дикість! / Ah, Wilderness! — Нет
24. 1936: Шлях до слави / The Road to Glory — Папа Ла Рош / Рядовий Морін
25. 1936: Диявольська лялька / The Devil-Doll — Пол Лавонд
26. 1936: Чудова інсинуація / The Gorgeous Hussy — Ендрю Джексон
27. 1936: Дама з камеліями / Camille — Мосьє Дюваль
28. 1937: Відважні капітани / Captains Courageous — капітан Диско Труп
29. 1937: Саратоґа / Saratoga — дідусь Клейтон
30. 1938: З собою не забрати / You Can't Take It With You— дідусь Мартін Вандергоф
31. 1941: Погана людина / The Bad Man — дядя Генрі Джонс
32. 1946: Це дивовижне життя / It's a Wonderful Life — Генрі Поттер

## Вшанування пам'яті
- Його ім'я вибите на Алеї Слави у Голлівуді